# 계훈제
계훈제(桂勳梯, 1921년 12월 31일 ~ 1999년 3월 14일)는 대한민국의 독립운동가이며 민주화 운동가, 해방 이후 민족수호협의회 운영위원, 민주헌법쟁취 국민운동본부 상임공동대표 등을 역임한 사회운동가이다.
평안북도 선천군 출신이다.

## 생애
1921년 평안북도 선천(宣川)에서 아버지 계봉집(桂鳳集)과 어머니 이형저(李亨姐)의 5남매 중 막내로 태어났다.
1943년 경성제국대학 1학년 재학 중 일제의 학병 징집을 거부하고 임시정부로 갈 계획으로 국경을 넘다 일본 헌병에 붙잡혀 지원병 훈련소로 압송됐다.평양 인근의 채석장에서 중노동을 하면서도 건국동맹과 연계했던 항일 독립운동 단체인 '조선민족해방협동단'에 가입해 항일 활동을 벌였다.
해방이후 장준하의 권유로 백범 김구 밑에서 일을 했다. 백범의 영향 아래 신탁통치 반대투쟁에 나섰고, 백범의 남북협상을 지지하며 삭발을 하기도 했다. 서울대 문리대 정치학과 학생회장 때는 미군정에 의한 서울대학교의 국립화에 반대하는 ‘국대안 반대투쟁’을 이끌었다.
학생위원장이었던 시절 이희호를 만나 부부의 연을 맺을 뻔 했지만, 훗날 계훈제가 폐결핵에 걸리고 이희호가 미국 유학길에 오르면서 인연이 엇갈렸다.
5·16 쿠데타가 일어난 뒤 민주화운동의 가시밭길을 걷기 시작한다. 1963년 한일회담, 1968년 월남 파병, 1969년 3선개헌 등 박정희정권 시절 정치적 고비마다 반대투쟁에 앞장섰다. 교육자로 일하기도 하고 언론인으로서 사상계 편집장과 씨알의 소리 편집위원을 맡으면서 군사독재에 반대하는 민주화 운동과 통일운동을 이끌었다.
1980년 '서울의 봄' 때는 계엄령 해제를 촉구했고, '김대중내란음모사건'에 휘말려 15개월 도피생활 후 체포되어 구속되었다. 제5공화국 시절 내내 민주화투쟁을 이끌었고, 1987년 ‘민주헌법쟁취 국민운동본부’의 상임공동대표를 맡아 1987년 6월 민주항쟁을 선도했다. 
이후에도 전국연합 상임고문 등을 역임하며 민주화와 통일을 위해 평생 동안 투쟁을 계속했다.
1999년 3월 14일 고문후유증으로 인한 합병증으로 향년 77세 나이로 세상을 떠났다. 그의 유해는 대한민국 경기도 남양주시 화도읍 월산리  모란공원에 안장되었다.

## 저술
병상에서 자서전인 "나의 투쟁, 나의 일생"을 집필했으나 끝내 마치지 못하였다. 이 유고는 2002년에 "흰 고무신-계훈제, 미완의 자서전" (삼인)으로 출판되었다.

## 약력
- 1921년 12월 31일 평북 선천군 부황 출생
- 1940년대 일제시기 학병을 거부하는 등 항일운동에 참여
- 해방후  김구 밑에서 신탁통치 반대 투쟁을 벌이면서 김구의 남북협상을 지지하였다.
- 1946년 서울대학교 문리대학 학생회장 때에는 국대안 반대운동을 이끌기도 하였다.
- 4월 혁명에 참여. '자유언론수호협의회'구성. '사상계' 편집장 활동
- 1960년~1961년 교원노조 결성, 국학대학 강사
- 1962년 함석헌·장준하 등과 '자유언론수호협의회' 결성
- 1969년 삼선개헌반대투쟁위 상임운영위원
- 1970년~1979년 '씨알의 소리' 편집위원
- 1973년~1974년 구화고등학교 교장, 민주회복국민회의 운영위원
- 1975년 긴급조치 9호 위반 투옥
- 1977년 '민주주의국민연합' 운영위원
- 1980년 '서울의 봄' 시기 전국적 전 계층적 열망을 묶어 세우기 위해 노력하다 내란음모죄로 수배, 15개월 도피생활
- 1982년 포고령 위반, 김대중내란음모사건 관련 투옥
- 1984년 민주통일국민회의 부의장
- 1985년 민통련 부의장
- 1986년 민통련 의장대행
- 1987년 6월항쟁 시기 민통련 의장대행으로 '민주쟁취국민운동본부' 구성하여 활동. 6.10 항쟁을 선언한 성공회 농성을 주도 집시법 위반으로 구속됨
- 1988년 범민족대회를 준비하며 통일운동에서도 지도적 구실을 함
- 1989년 전국민족민주운동연합 상임고문
- 1989년 자주민주통일국민회의 공동의장
- 1991년 민주주의민족통일전국연합 상임고문
- 1995년 고 장준하 선생 20주기 추모행사 준비위원
- 1999년 3월 14일 운명

## 학력
- 1940년 선천고등보통학교 졸업
- 1943년 경성제국대학 법학과 제적
- 1949년 서울대학교 정치학 학사

## 같이 보기
- 김구
- 장준하
- 함석헌
- 백기완
- 이희호